# Benjamin Barrera y Reyes
Benjamin Barrera y Reyes MJ (* 28. Dezember 1902 in Sensuntepeque, El Salvador; † 4. Februar 1999) war ein salvadorianischer Ordensgeistlicher und Bischof von Santa Ana.

## Leben
Benjamin Barrera y Reyes trat der Ordensgemeinschaft der Missionare vom Heiligen Joseph bei und empfing am 29. Juli 1934 das Sakrament der Priesterweihe.
Am 25. September 1942 ernannte ihn Papst Pius XII. zum Titularbischof von Sabadia und bestellte ihn zum Weihbischof in Santa Ana. Der Apostolische Nuntius in El Salvador, Erzbischof Giuseppe Beltrami, spendete ihm am 15. November desselben Jahres die Bischofsweihe; Mitkonsekratoren waren der Erzbischof von San Salvador, Luis Chávez y González, und der Bischof von Santa Ana, Giacomo Richardo Vilanova y Meléndez.
Am 1. März 1954 ernannte ihn Pius XII. zum Bischof von Santa Ana. Benjamin Barrera y Reyes trat am 25. Februar 1981 als Bischof von Santa Ana zurück.
Barrera y Reyes nahm an der ersten Sitzungsperiode des Zweiten Vatikanischen Konzils teil.